# Marché aux Poissons de Naples
Le marché aux poissons de Naples (en italien, Mercato Ittico di Napoli) est un bâtiment conçu par Luigi Cosenza et situé à Naples sur la Piazza Duca degli Abruzzi, exemple d'architecture rationaliste.

## Description
Le projet a été réalisé par Cosenza entre 1929 et 1930. La zone où le marché se serait situé est celle du Ponte della Maddalena, adjacente au port et suffisamment proche de la gare centrale.  Le bâtiment a été achevé en 1935. Le projet initial, élaboré par le Génie Civil, était de style néoclassique. L'oeuvre de Cosenza, extrêmement spartiate et peu coûteuse, fut son premier exemple de rationalisme à Naples. 
Le bâtiment se compose d'un grand hall avec une structure de verre en béton et de grandes ouvertures pour assurer l'éclairage naturel. L'intérieur est composé d'une grande salle des marchés recouverte d'une arche ronde et entourée de locaux pour les représentants individuels. Un sous-sol comprend des zones d'entreposage frigorifique. L'entrée du public se fait par un grand escalier au nord. En 1979, Cosenza proposa une extension de la structure à la municipalité pour l'adapter à l'augmentation du volume d'activité, mais son projet ne fut pas mis en œuvre et seuls des ajustements sporadiques et non homogènes furent effectués. 

## Projets
Après la fermeture de l'activité environ soixante-dix ans après son ouverture, le bâtiment du marché aux poissons est tombé en dégradation. Ces dernières années, la municipalité a lancé un projet de réaménagement afin de récupérer la bâtisse et de la destiner à un nouvel usage; en fait, on pensait en faire un centre d'exposition d'art contemporain. 
Le projet de restructuration fait partie du vaste projet de réaménagement de la zone est de Naples et le marché aux poissons devrait être intégré au nouveau Parco della Marinella. En 2013, la maintenance de la destination historique du bâtiment a été mise en place. En effet, un centre gastronomique de produits de la mer est prévu à l'intérieur.  